# James Henry Craig
Sir James Henry Craig (Gibilterra, 1748 – Londra, 12 gennaio 1812) è stato un generale britannico.

## Gioventù e servizio militare
Craig proveniva da una famiglia scozzese; il padre era un giudice di tribunali civili e militari nella fortezza britannica di Gibilterra. All'età di 15 anni, nel 1763, si arruolò come alfiere nel 30º (Cambridgeshire) Reggimento di Fanteria. Il colonnello Robert Boyd, luogotenente governatore di Gibilterra nel 1770 approvò la sua promozione ad aiutante di campo, il che gli permise più avanti di ottenere il comando di una compagnia nel 47º Reggimento di Fanteria (Lancashire) di stanza nelle colonie americane.

## Guerra Americana di Indipendenza
Dopo lo scoppio della Guerra d'indipendenza americana nel 1775, Craig prese parte alla battaglia di Bunker Hill, dove fu seriamente ferito, ma si rifiutò di lasciare il suo reggimento e partecipò alla difesa di Quebec nel 1776, dove si scontrò con gli Americani invasori nella Battaglia di Trois-Rivières, quando comandava l'avanguardia che li costrinse a rientrare nei loro confini. Nel 1777 egli fu ferito due volte, una seriamente, durante gli scontri a Fort Ticonderoga, Hubbardton e Saratoga. Il Maggior Generale John Burgoyne, che espresse molta stima per Craig come ufficiale, lo raccomandò, in riconoscimento dei suoi servigi, al grado di maggiore nell'82º Reggimento di Fanteria. Dal 1778 al 1781 Craig prestò servizio nell'82º Reggimento nella Nuova Scozia, a Penobscot e successivamente in Nord Carolina. Grazie al costante coinvolgimento in operazioni belliche, Craig usualmente conduceva truppe di fanteria leggera. La rapidità della sua promozione suggerisce che Craig possedesse un insolito grado d'iniziativa e di risolutezza.

## Servizio durante le guerre napoleoniche
Dopo la promozione a tenente colonnello nel 1781, Craig divenne Luogotenente Governatore di Guernsey nel 1793 e quindi un aiutante generale del Duca di York nell'esercito dei Paesi Bassi nel 1794, promosso maggior generale.
Nel biennio 1794–1795, i Paesi Bassi furono occupati dalle truppe rivoluzionarie della nuova repubblica francese e lo Stadtholder, Principe Guglielmo V di Orange-Nassau divenne un rifugiato in Inghilterra. Una forza britannica, sotto il generale Sir James Craig partì per Città del Capo per proteggere la colonia contro i Francesi. La Battaglia di Muizenberg tolse il controllo a Guglielmo V di Orange-Nassau a favore della Gran Bretagna.
Nel 1795 egli prestò servizio con il Vice-Ammiraglio Visconte Keith e il maggior generale Alured Clarke nell'occupazione della Colonia del Capo, sottratta alla Repubblica dei Paesi Bassi, diventando governatore del nuovo possedimento, rimanendo in quella posizione fino al 1797 e ricevendo per questo l'Ordine del Bagno. In quello stesso anno Craig partì per Madras, e combatté nella regione del Bengala in India per cui fu promosso tenente generale nel gennaio 1801. Craig tornò in Inghilterra per prestare servizio come comandante del Distretto dell'Est.
Nel 1805, nonostante la sua scarsa salute, fu incaricato di comandare l'Occupazione anglo-russa di Napoli, ma dopo un breve periodo di occupazione, la missione fallì dopo le notizie della sconfitta Austriaca nella Battaglia di Ulma.

## Servizio in Canada
Craig tenne contemporaneamente le posizioni di Governatore generale del Canada e luogotenente-governatore del Basso Canada dal 1807 al 1811. Craig considerò misure come la creazione di paesi anglofoni e rimpiazzò l'Assemblea legislativa con un governo incaricato, quali mezzi per incrementare il potere degli anglofoni nel francofono Basso Canada. Egli tentò anche d'incoraggiare l'immigrazione dalla Gran Bretagna e dagli Stati Uniti d'America nella speranza di rendere i francofoni una minoranza.
Nel 1809 egli utilizzò un ex ufficiale dell'esercito degli Stati Uniti di nome John Henry per determinare se gli stati Federalisti della Nuova Inghilterra desideravano secedere dagli Stati Uniti e tornare ai loro ex stati come colonie della Corona. I Britannici non perseguirono il riacquisto della Nuova Inghilterra e, dopo la fallita richiesta di Henry che venissero riconosciuti i suoi sforzi, egli vendette la corrispondenza al Presidente James Madison per $50000 e partì per la Francia.